# Опоссумовые

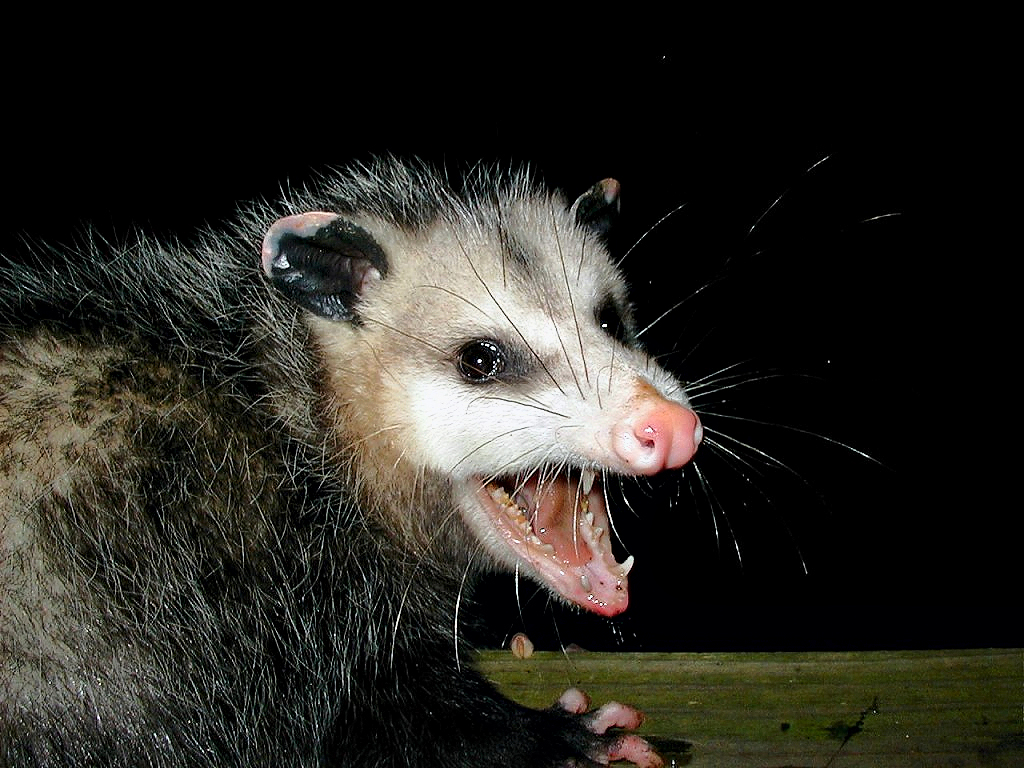
Опоссумы умеют постоять за себя.

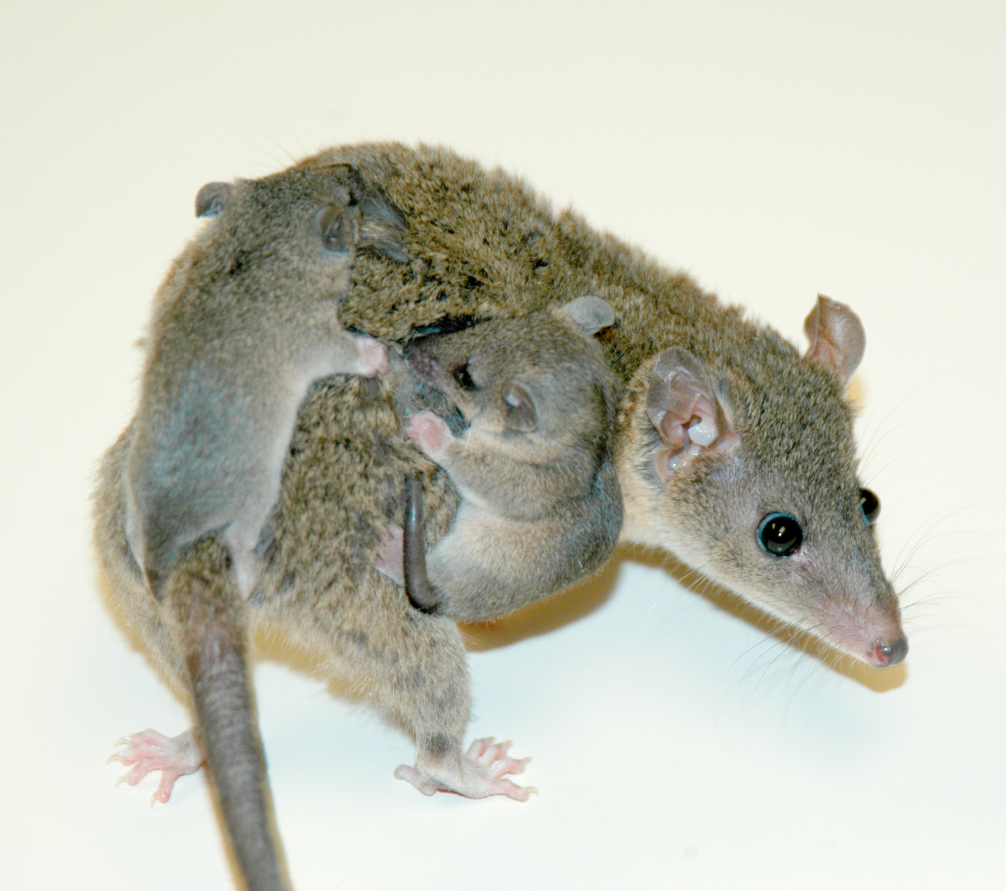
Домовый опоссум с детёнышами.

Опо́ссумовые (лат. Didelphidae) — семейство млекопитающих инфракласса сумчатых. Оно включает самых древних и наименее специализированных сумчатых, которые появились в конце мелового периода и с тех пор почти не изменились. Все ныне живущие представители семейства опоссумов населяют Новый Свет, хотя ископаемые формы известны из третичных отложений Европы. Большинство сумчатых Южной Америки вымерли после возникновения естественного моста между Южной и Северной Америкой, по которому с севера на юг стали проникать новые виды. Только опоссумы смогли вынести конкуренцию и даже распространиться на север. Коэффициент энцефализации (EQ), то есть соотношение размеров мозга и размеров тела, у опоссума — 0,284, сравнимый EQ имели Триконодонты (0,28), жившие 140 млн лет назад.
Ближайшими родичами американских опоссумов являются крысовидные опоссумы.

## Описание
Размеры опоссумов невелики: длина тела 7—50 см, хвоста 4—55 см. Морда вытянутая и заострённая. Хвост целиком или только на конце голый, хватательный, иногда в основании утолщён отложениями жира. Тело покрыто коротким густым мехом, окрас которого варьируется от серого и желтовато-бурого до чёрного. Строение зубной системы, конечностей, сумки свидетельствует о примитивности опоссумов. Конечности укороченные, пятипалые; большой палец задней конечности противопоставлен остальным пальцам и лишён когтя. Задние лапы обычно сильнее передних. Зубная формула архаичная: полный ряд резцов (по 5 на верхней челюсти и по 4 — на нижней), хорошо развитые клыки и остробугорчатые коренные зубы. У всех опоссумов по 50 зубов.
Благодаря наличию в крови антидота белковой природы, многие крупные опоссумовые обладают устойчивостью к яду симпатрических гремучих змей, что рассматривается как адаптация для питания этими видами змей. В то же время устойчивость к яду не универсальна: некоторые виды гремучников Неотропики охотятся на опоссумовых.

## Ареал
Распространены опоссумы от юго-востока Канады (Онтарио) через восточные штаты США до 52° ю. ш. в Аргентине. Встречаются также на Малых Антильских островах.
Опоссумы — обитатели лесов, степей и полупустынь; встречаются как на равнинах, так и в горах до 4000 м над уровнем моря. Большинство ведёт наземный или древесный образ жизни, водяной опоссум — полуводный. Активны в сумерках и ночью. Всеядны или насекомоядны. Вне сезона спаривания ведут одиночный образ жизни. Беременность длится 12—13 суток, в помёте до 18—25 детёнышей. Лактационный период продолжается 70—100 дней. Некоторые опоссумы вынашивают детёнышей в сумке, которая открывается отверстием назад, но у большинства она отсутствует. Подросшие детёныши путешествуют вместе с матерью, держась за шерсть на её спине. Половозрелость наступает в 6—8-месячном возрасте; продолжительность жизни 5—8 лет. В целом опоссумы играют в Новом Свете ту же роль, что на других материках — представители отряда насекомоядных.

## Особенности поведения
Раненый или сильно напуганный опоссум падает, притворяясь мёртвым. При этом у него стекленеют глаза, изо рта течёт пена, а анальные железы испускают секрет с неприятным запахом. Эта мнимая смерть часто спасает опоссуму жизнь — преследователь, обнюхав неподвижное тело, обычно уходит. Некоторое время спустя опоссум «оживает» и убегает.

## Систематика
Семейство опоссумовых (Didelphidae) делится на 2 подсемейства с 17 родами и 94 видами:
- Подсемейство Caluromyinae
  - Род Пушистые опоссумы (Caluromys)
    - Центральноамериканский пушистый опоссум (Caluromys derbianus)
    - Западный пушистый опоссум (Caluromys lanatus)
    - Голохвостый пушистый опоссум (Caluromys philander)

  - Род Полосатые опоссумы (Caluromysiops)
    - Полосатый опоссум (Caluromysiops irrupta)

  - Род Пушистохвостые опоссумы (Glironia)
    - Пушистохвостый опоссум (Glironia venusta)
- Подсемейство Didelphinae
  - Род Водяные опоссумы (Chironectes)
    - Водяной опоссум (Chironectes minimus)

  - Род Обыкновенные опоссумы (Didelphis)
    - Белобрюхий опоссум (Didelphis albiventris)
    - Большеухий опоссум (Didelphis aurita)
    - Didelphis imperfecta
    - Южный опоссум (Didelphis marsupialis)
    - Didelphis pernigra
    - Северный опоссум (Didelphis virginiana)

  - Род Изящные опоссумы (Gracilinanus)
    - Опоссум Ацерамарка (Gracilinanus aceramarcae)
    - Быстрый опоссум (Gracilinanus agilis)
    - Опоссум-дриада (Gracilinanus dryas)
    - Парийский опоссум (Gracilinanus emilae)
    - Марикский опоссум (Gracilinanus marica)
    - Мелколапый опоссум (Gracilinanus microtarsus)

  - Род Hyladelphys
    - Hyladelphys kalinowskii

  - Род Патагонские опоссумы (Lestodelphys)
    - Патагонский опоссум (Lestodelphys halli)

  - Род Толстохвостые опоссумы (Lutreolina)
    - Толстохвостый опоссум (Lutreolina crassicaudata)

  - Род Мышиные опоссумы (Marmosa)
    - Опоссум Андерсона (Marmosa andersoni)
    - Marmosa isthmica
    - Опоссум-красавец (Marmosa lepida)
    - Мексиканский опоссум (Marmosa mexicana)
    - Обыкновенный мышиный опоссум (Marmosa murina)
    - Marmosa quichua
    - Опоссум Робинсона (Marmosa robinsoni)
    - Красный опоссум (Marmosa rubra)
    - Marmosa simonsi
    - Венесуэльский опоссум (Marmosa tyleriana)
    - Marmosa waterhousei
    - Сухолюбивый опоссум (Marmosa xerophila)
    - Marmosa zeledoni

  - Род Стройные опоссумы (Marmosops)
    - Marmosops bishopi
    - Узкомордый опоссум (Marmosops cracens)
    - Marmosops creightoni
    - Опоссум Томаса (Marmosops fuscatus)
    - Опоссум Хендли (Marmosops handleyi)
    - Андийский стройный опоссум (Marmosops impavidus)
    - Восточный опоссум (Marmosops incanus)
    - Канский опоссум (Marmosops invictus)
    - Marmosops juninensis
    - Marmosops neblina
    - Ночной опоссум (Marmosops noctivagus)
    - Marmosops ocellatus
    - Мелкозубый стройный опоссум (Marmosops parvidens)
    - Marmosops paulensis
    - Marmosops pinheiroi

  - Род Буролицые опоссумы (Metachirus)
    - Бурый четырёхглазый опоссум (Metachirus nudicaudatus)

  - Род Мохнатые мышиные опоссумы (Micoureus)
    - Опоссум Алстона (Micoureus alstoni)
    - Светлобрюхий мышиный опоссум (Micoureus constantiae)
    - Амазонский опоссум (Micoureus demerarae)
    - Micoureus paraguayanus
    - Micoureus phaeus
    - Короткошёрстный опоссум (Micoureus regina)

  - Род Короткохвостые опоссумы (Monodelphis)
    - Дымчатый опоссум (Monodelphis adusta)
    - Трёхполосый опоссум (Monodelphis americana)
    - Трёхцветный опоссум (Monodelphis brevicaudata)
    - Серый короткохвостый опоссум (Monodelphis dimidiata)
    - Домовый опоссум (Monodelphis domestica)
    - Опоссум Эмилии (Monodelphis emiliae)
    - Monodelphis glirina
    - Опоссум Айеринга (Monodelphis iheringi)
    - Карликовый короткохвостый опоссум (Monodelphis kunsi)
    - Марахойский опоссум (Monodelphis maraxina)
    - Опоссум Осгуда (Monodelphis osgoodi)
    - Monodelphis palliolata
    - Monodelphis reigi
    - Monodelphis ronaldi
    - Каштановополосый опоссум (Monodelphis rubida)
    - Красноголовый опоссум (Monodelphis scalops)
    - Землеройковидный опоссум (Monodelphis sorex)
    - Опоссум Терезы (Monodelphis theresa)
    - Monodelphis umbristriata
    - Однополосый опоссум (Monodelphis unistriata)

  - Род Четырёхглазые опоссумы (Philander)
    - Чёрный четырёхглазый опоссум (Philander andersoni)
    - Philander deltae
    - Philander frenatus
    - Philander mcilhennyi
    - Philander mondolfii
    - Philander olrogi
    - Серый четырёхглазый опоссум (Philander opossum)

  - Род Жирнохвостые опоссумы (Thylamys)
    - Изящный мышиный опоссум (Thylamys elegans)
    - Thylamys karimii
    - Длиннохвостый мышиный опоссум (Thylamys macrurus)
    - Бледный опоссум (Thylamys pallidior)
    - Thylamys pulchellus
    - Малый толстохвостый опоссум (Thylamys pusillus)
    - Thylamys sponsorius
    - Thylamys tatei
    - Бархатистый опоссум (Thylamys velutinus)
    - Thylamys venustus

  - Род Опоссумы Аллена (Tlacuatzin)
    - Сероватый опоссум (Tlacuatzin canescens)